# Friedrich Erhard von Röder
Friedrich Erhard Leopold von Röder (né le 24 janvier 1768 à Rothsürben et mort le 7 décembre 1834 dans la même ville) est un General der Kavallerie prussien et de 1818 à 1819 président de la Société silésienne pour la culture patriotique (de).

## Origine
Le père de Röder, Friedrich Wilhelm von Roeder (1719-1781), marié avec Leopoldine Ernestine von Schmeling, a servi sous Frédéric le Grand en tant que général de division et commandant du 1er régiment de cuirassiers. Il meurt en tant qu'inspecteur général des régiments de cavalerie, de dragons et de hussards de Basse-Silésie et capitaine d'office à Zechlin, Wittstock et Lindow.

## Biographie
Roeder entre en service le 15 avril 1781 comme cornette dans le régiment de son père le 17 avril 1781 et est promu major et adjudant d'inspection du prince de Hohenlohe en 1799. Il participe à la campagne de 1806 sous les ordres de Hohenlohe, et dans les années 1808 à 1811, il est adjudant du roi Frédéric-Guillaume III. En 1812, il participe au corps auxiliaire prussien lors de la campagne de Napoléon Ier contre la Russie et est alors chef d'état-major général sous les ordres du lieutenant-général Julius von Grawert. Lorsqu'il est remplacé par Yorck, Röder, qui s'entend mal avec Yorck, doît quitter le régiment.
Le 5 mars 1813, Röder est promu général de division et reçoit le commandement de la brigade de Brandebourg au sein du Ier corps d'armée sous les ordres de Blücher, mais passe rapidement au 2e corps d'armée, qui est sous le commandement du Generalleutnant Friedrich von Kleist, et y reste jusqu'en 1814. Pendant les Cent-Jours de Napoléon, il sert dans le 1er corps d'armée sous le commandement du général Hans von Zieten et se distingue à la bataille de Waterloo.
Après la fin de la guerre, Röder est commandant de la 11e division d'infanterie à Breslau et reçoit finalement le 3 avril 1820 son dernier commandement, celui du 5e corps d'armée à Posen. Après les troubles qui suivent le soulèvement polonais de novembre 1830, le grand-duché de Posen n'est pas épargnée et conduit notamment au départ du prince Anton Radziwiłł en tant que gouverneur, Röder prend sa retraite le 26 mars 1832 et se retire dans son domaine de Rothsürben près de Breslau, où il meurt en 1834 des suites d'un accident vasculaire cérébral.

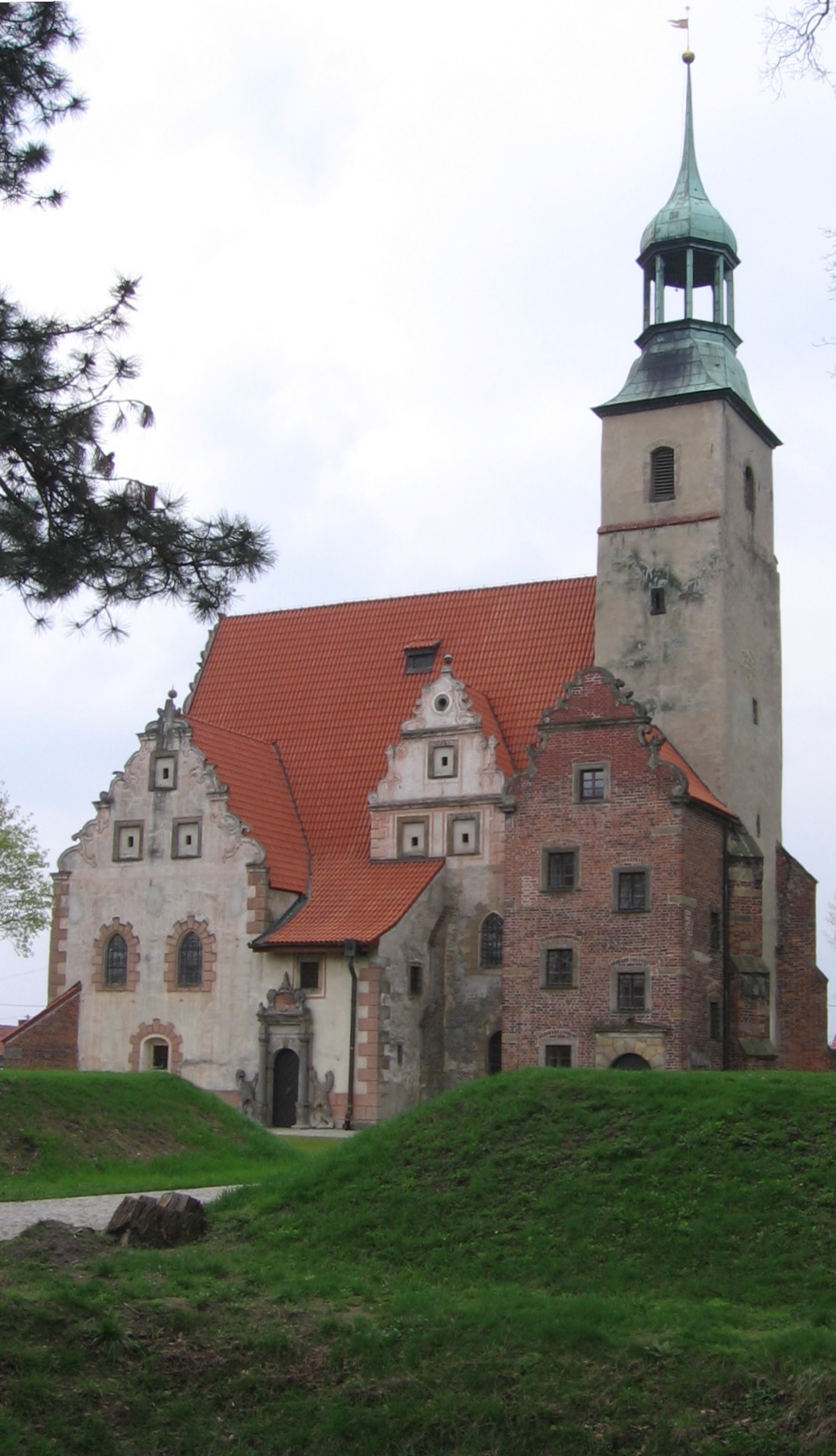
Église paroissiale de Rothsürben, où Röder est enterré

## Famille
Il épouse Henriette Christiane Ehrengard Emilie von Bardeleben (née le 22 janvier 1769 et morte le 7 décembre 1844), une fille du général de division Christoph Karl Friedrich von Bardeleben (de). Le couple laisse un fils Friedrich (né le 19 novembre 1798 et mort le 2 août 1858), marié depuis le 19 octobre 1826 à Blanka von Wildenbruch (1805-1887), qui hérite du domaine de Rothsürben. Blanka est la fille de Louis-Ferdinand de Prusse (1772-1806) d'une relation illégitime avec la fille d'un fonctionnaire de Magdebourg Henriette Fromme (1783-1828). Comme son frère Louis (de), elle a été anoblie en 1810 par le roi Frédéric-Guillaume III. Sa fille Marie (née le 16 octobre 1800) est l'épouse du futur général Louis von Mutius.